# Berenguer de Anglesola
Berenguer de Anglesola (Gerona ? - Perpiñán, 23 de agosto de 1408) fue un eclesiástico español, obispo de Huesca y de Gerona y pseudocardenal del antipapa Benedicto XIII. 

## Vida
Pertenecía al linaje familiar fundador de la Baronía de Anglesola, que había surgido cuando en 1079 Ramón Berenguer II y Berenguer Ramón II habían cedido a su antepasado Berenguer Gombau las tierras de la actual Anglesola para su repoblación.  Fue hijo de Bernardo III de Anglesola y de Constanza de Ribelles.
Era bachiller en derecho civil y canónico cuando en 1381 fue nombrado canónigo de la catedral de Lérida; posteriormente fue canónigo de Gerona,  rector del Studium de Bolonia y pavorde de Lérida.  En el contexto del cisma de 1378, el rey Pedro IV lo presentó para obispo de Huesca y el antipapa Clemente VII aprobó su nombramiento en 1383, aunque no está claro si llegó a tomar posesión de la sede.
En 1384 fue trasladado a la diócesis de Gerona; recibió la consagración dos años después de manos del arzobispo de Zaragoza García Fernández de Heredia, aunque estuvo frecuentemente ausente de su obispado, gobernándolo por medio de vicarios. Benedicto XIII le creó cardenal en el consistorio de diciembre de 1397 con el título de San Clemente, que después cambió por el de Porto-Santa Rufina.  
Se halló junto al papa durante el asedio que las tropas de Carlos VI de Francia pusieron a su castillo en Avignon, fue uno de los cinco cardenales que permanecieron con él cuando los otros le abandonaron, y también le acompañó en su viaje a Italia para entrevistarse con Gregorio XII.
Falleció en 1408 en Perpiñán, adonde había viajado para asistir al concilio convocado por el papa. Su cuerpo fue trasladado a Gerona y enterrado a un lado del presbiterio de la catedral de esta ciudad en un sepulcro atribuido al escultor Pere Oller.  Durante las obras de remodelación del templo en 1976 se encontró que la sepultura estaba vacía, y se decidió trasladarla a la capilla dedicada a S. Dalmau Moner.